# Waterschap Westfriesland

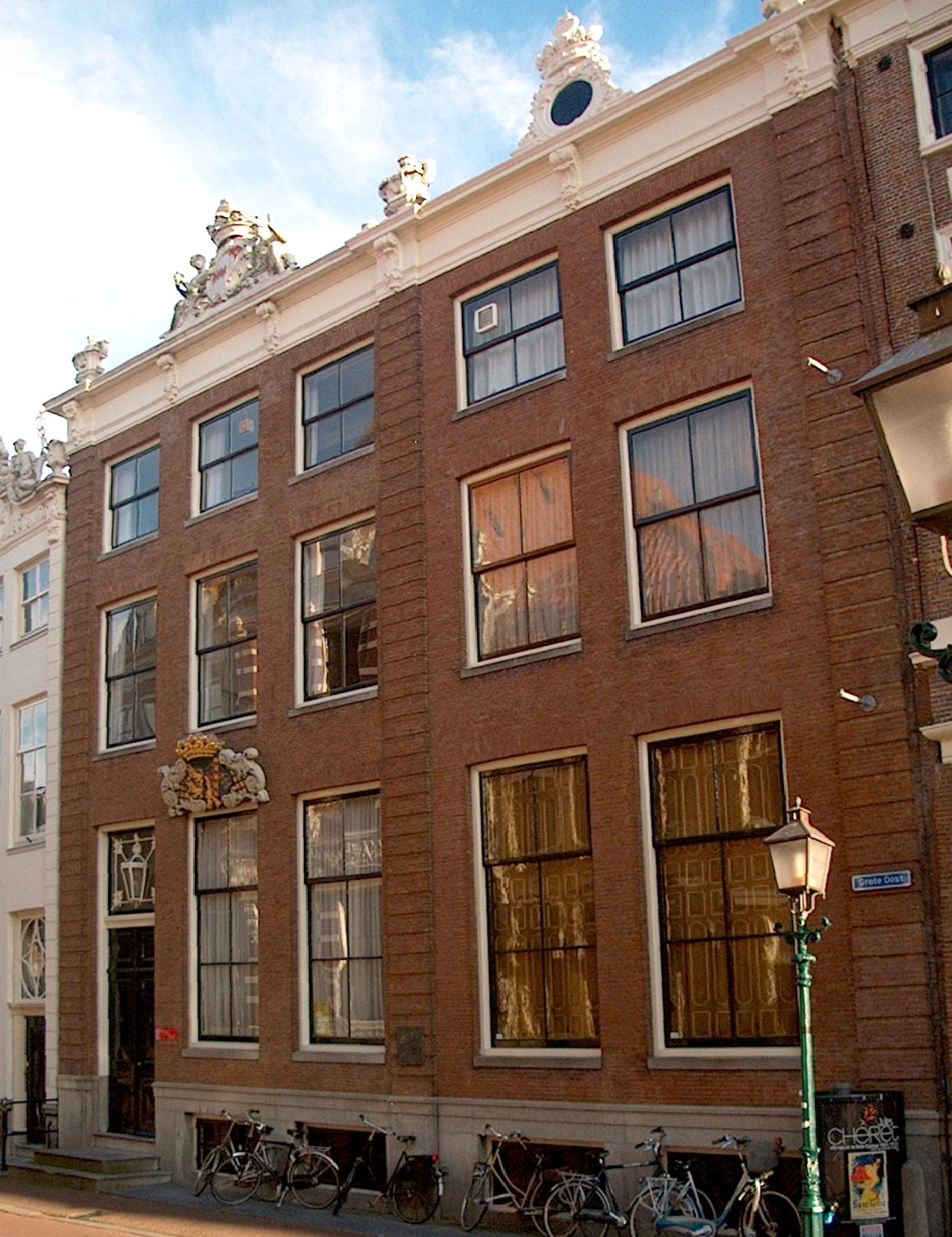
Het Drechterlandsehuis in Hoorn, waar het waterschap tot 1995 was gevestigd.

Het Waterschap Westfriesland was een waterschap in de Nederlandse provincie Noord-Holland. In weerwil van de naam omvatte het waterschap niet het gehele gebied binnen de Westfriese Omringdijk maar alleen het oostelijke deel. Het waterschap werd op 1 januari 1973 gevormd uit de ambachten Drechterland en de Vier Noorder Koggen met hun inliggende polders. Dit was deel van een grote fusiegolf van waterschappen in Nederland. Als vestigingsplaats van het nieuwe waterschap werd gekozen voor het Drechterlandsehuis in Hoorn, waar het ambacht Drechterland al gevestigd was. De totale oppervlakte van het waterschap bedroeg zo'n 32.000 ha, met zo'n 300 km aan wegen in beheer en 750 km aan waterlopen. In 2003, bij de volgende fusiegolf, ging het waterschap op in het Hoogheemraadschap Hollands Noorderkwartier.

## In het waterschap opgenomen waterschappen en polders
- Drechterland met de volgende inliggende (zelfstandige) polders:[2]
  - Het Grootslag
  - De Drieban
  - Oosterpolder in Drechterland
  - Beschoot
  - Polder de Westerkogge
  - Schellinkhout
  - Venhuizen en Hem
  - Baarsdorpermeer
- de Vier Noorder Koggen
  - De inliggende polders waren in de jaren voorafgaand aan de fusie al onder beheer van het ambacht gekomen.[3]